# Mathieu Dossevi
Mathieu Dossevi (Chambray-lès-Tours, 12 febbraio 1988) è un ex calciatore francese naturalizzato togolese, di ruolo centrocampista.

## Biografia
Mathieu Dossevi proviene da una famiglia di calciatori: il padre Antoine e lo zio Othniel hanno giocato per il PSG, ed anche il fratello Thomas Dossevi ha giocato in Ligue 1.

## Caratteristiche tecniche
Dossevi è un centrocampista offensivo che predilige giocare come ala destra. Dotato di  grande rapidità, Dossevi è un ottimo assist-man, capace di dispensare numerosi passaggi decisivi per i suoi compagni di squadra.

## Carriera

### Club
Ha giocato in Ligue 1 con Le Mans e Valenciennes, prima di trasferirsi nel 2014 all'Olympiakos.
Nel 2015 lo Standard Liegi acquista Dossevi in prestito con diritto di riscatto, esercitando poi il riscatto nel gennaio 2016.
Nell'agosto 2017 Dossevi passa in prestito con diritto di riscatto al Metz. Nel corso della stagione è uno dei migliori giocatori del Metz ed una delle rivelazioni del campionato francese, chiudendo la stagione con ben 11 assist che gli valgono il terzo posto in questa speciale classifica. Nonostante la retrocessione finale del Metz, a fine anno la squadra francese esercita il riscatto di Dossevi.
Il 2 agosto 2018 viene ufficializzato il suo trasferimento a titolo definitivo al Tolosa.

### Nazionale
Dopo aver giocato nelle nazionali giovanili francesi Under-20 ed Under-21, nel 2014 Dossevi accettà di giocare con la nazionale togolese, prendendo parte alle Qualificazioni alla Coppa delle Nazioni Africane 2015.

## Statistiche

### Presenze e reti nei club
Statistiche aggiornate al 30 giugno 2022.
| Stagione              | Squadra               | Campionato            | Campionato | Campionato | Coppe nazionali | Coppe nazionali | Coppe nazionali | Coppe continentali | Coppe continentali | Coppe continentali | Altre coppe | Altre coppe | Altre coppe | Totale | Totale |
| Stagione              | Squadra               | Comp                  | Pres       | Reti       | Comp            | Pres            | Reti            | Comp               | Pres               | Reti               | Comp        | Pres        | Reti        | Pres   | Reti   |
| --------------------- | --------------------- | --------------------- | ---------- | ---------- | --------------- | --------------- | --------------- | ------------------ | ------------------ | ------------------ | ----------- | ----------- | ----------- | ------ | ------ |
| 2008-2009             | Le Mans               | L1                    | 11         | 0          | CF+CdL          | 2+1             | 0               | -                  | -                  | -                  | -           | -           | -           | 14     | 0      |
| 2009-2010             | Le Mans               | L1                    | 30         | 5          | CF+CdL          | 2+2             | 0               | -                  | -                  | -                  | -           | -           | -           | 34     | 5      |
| ago.2010              | Le Mans               | L2                    | 3          | 1          | CF+CdL          | -               | -               | -                  | -                  | -                  | -           | -           | -           | 3      | 1      |
| Totale Le Mans        | Totale Le Mans        | Totale Le Mans        | 44         | 6          |                 | 7               | 0               |                    |                    |                    |             |             |             | 51     | 6      |
| ago. 2010-2011        | Valenciennes          | L1                    | 24         | 2          | CF+CdL          | 1+2             | 0+1             | -                  | -                  | -                  | -           | -           | -           | 27     | 3      |
| 2011-2012             | Valenciennes          | L1                    | 20         | 1          | CF+CdL          | 2+1             | 1+1             | -                  | -                  | -                  | -           | -           | -           | 23     | 3      |
| 2012-2013             | Valenciennes          | L1                    | 36         | 3          | CF+CdL          | 1+1             | 1+0             | -                  | -                  | -                  | -           | -           | -           | 38     | 4      |
| 2013-2014             | Valenciennes          | L1                    | 31         | 4          | CF+CdL          | 1+1             | 1+1             | -                  | -                  | -                  | -           | -           | -           | 33     | 6      |
| Totale Valenciennes   | Totale Valenciennes   | Totale Valenciennes   | 111        | 10         |                 | 10              | 6               |                    |                    |                    |             |             |             | 121    | 16     |
| 2014-2015             | Olympiacos            | SL                    | 26         | 3          | CG              | 6               | 2               | UEL                | 2                  | 0                  | -           | -           | -           | 34     | 5      |
| ago. 2015             | Olympiacos            | SL                    | 2          | 1          | CG              | UCL+UEL         | -               | -                  | -                  | -                  | -           | -           | -           | 2      | 1      |
| Totale Olympiakos     | Totale Olympiakos     | Totale Olympiakos     | 28         | 4          |                 | 6               | 2               |                    | 2                  | 1                  |             |             |             | 36     | 6      |
| sett. 2015-2016       | Standard Liegi        | D1                    | 26         | 5          | CB              | 6               | 1               | -                  | -                  | -                  | -           | -           | -           | 32     | 6      |
| 2016-2017             | Standard Liegi        | D1                    | 23         | 0          | CB              | 1               | 0               | UEL                | 3                  | 1                  | SB          | 1           | 0           | 28     | 1      |
| lug.-ago. 2017        | Standard Liegi        | D1                    | 5          | 0          | CB              | -               | -               | -                  | -                  | -                  | -           | -           | -           | 5      | 0      |
| Totale Standard Liegi | Totale Standard Liegi | Totale Standard Liegi | 54         | 5          |                 | 7               | 1               |                    | 3                  | 1                  |             | 1           | 0           | 65     | 7      |
| sett. 2017-2018       | Metz                  | L1                    | 30         | 1          | CF+CdL          | 1+1             | 0+1             | -                  | -                  | -                  | -           | -           | -           | 32     | 2      |
| lug. 2018             | Metz                  | L2                    | 1          | 0          | CF+CdL          | -               | -               | -                  | -                  | -                  | -           | -           | -           | 1      | 0      |
| Totale Metz           | Totale Metz           | Totale Metz           | 31         | 1          |                 | 2               | 1               |                    |                    |                    |             |             |             | 33     | 2      |
| ago. 2018-2019        | Tolosa                | L1                    | 35         | 4          | CF              | 2               | 1               | -                  | -                  | -                  | -           | -           | -           | 37     | 5      |
| 2019-2020             | Tolosa                | L1                    | 26         | 1          | CF+CdL          | 1+0             | 0               | -                  | -                  | -                  | -           | -           | -           | 27     | 1      |
| Totale Tolosa         | Totale Tolosa         | Totale Tolosa         | 61         | 5          |                 | 3               | 1               |                    |                    |                    |             |             |             | 64     | 6      |
| 2020-2021             | Denizlispor           | SL                    | 18         | 0          | TK              | -               | -               | -                  | -                  | -                  | -           | -           | -           | 18     | 0      |
| 2021-2022             | Amiens                | L2                    | 8          | 0          | CF              | -               | -               | -                  | -                  | -                  | -           | -           | -           | 8      | 0      |
| Totale carriera       | Totale carriera       | Totale carriera       | 355        | 31         |                 | 35              | 11              |                    | 5                  | 1                  |             | 1           | 0           | 396    | 43     |

## Palmarès

### Competizioni nazionali
- Campionato greco: 1

Olympiakos: 2014-2015
- Coppa di Grecia: 1

Olympiakos: 2014-2015
- Coppa del Belgio: 1

Standard Liegi: 2015-2016